# Ruellia brevifolia
Ruellia  brevifolia es una especie de planta herbácea originaria de Brasil que se encuentra en la vegetación de Caatinga y Cerrado y que se distribuye desde México hasta Argentina.

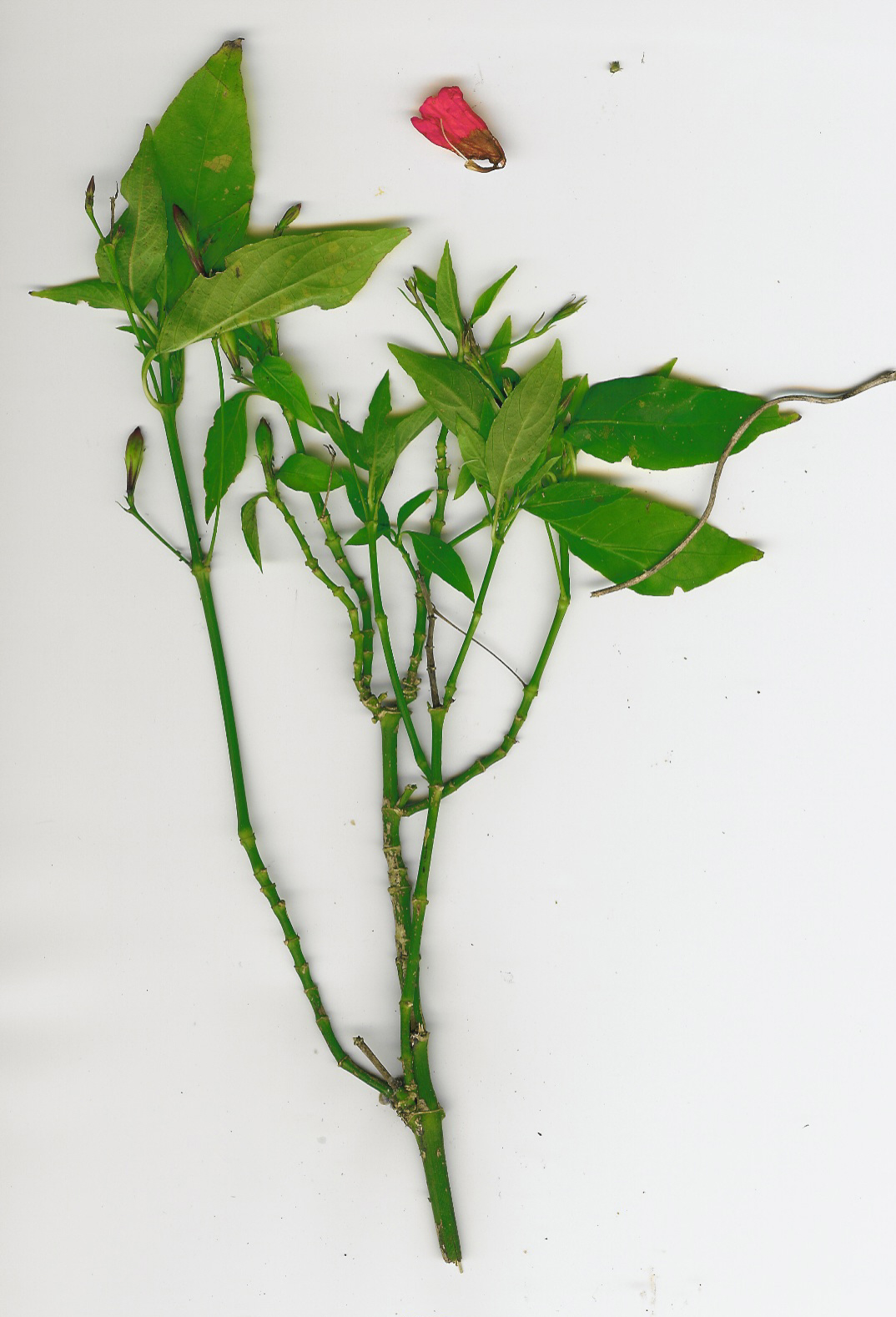
Vista de la planta

## Descripción
Es una planta herbácea perennifolia que alcanza los 0,5-1 m de altura,  las hojas son de color verde, más pálida la superficie inferior, ovadas, de 4-13 cm de largo, y 2-4.5 cm de ancho, con pecíolos de 6-30 mm de largo.  Las flores en la cima dispuestas en panículas, cada flor subtendida por 2 brácteas lineales de 2.4 mm de largo, lóbulos del cáliz 5, lineales, aproximadamente de 10 mm de largo;. corola de color rojo brillante. El fruto en forma de cápsulas claviforme.

## Taxonomía
Ruellia brevifolia fue descrita por (Pohl) C.Ezcurra y publicado en Darwiniana 29: 278. 1989.
Etimología
Ruellia: nombre genérico que fue nombrado en honor de Jean Ruelle, herborista y médico de Francisco I de Francia y traductor de varios trabajos de Dioscórides.
brevifolia: epíteto latino que significa "con hojas pequeñas".
Sinonimia
- Cyrtacanthus corymbosus Mart. ex Nees
- Echinacanthus dichotomus Kuntze
- Ruellia amoena Nees
- Ruellia graecizans Backer
- Ruellia longifolia (Pohl) Griseb.
- Ruellia longifolia Rich.
- Ruellia serratitheca Rusby
- Ruellia ventricosa Kunth
- Stephanophysum brevifolium Pohl
- Stephanophysum longifolium Pohl
- Stephanophysum longifolium var. microphyllum Nees
- Stephanophysum macrandrum Bremek.
- Stephanophysum ventricosum Nees[3]